# Klawdijewo-Tarassowe
Klawdijewo-Tarassowe (ukrainisch Клавдієво-Тарасове; russisch Клавдиево-Тарасово Klawdijewo-Tarassowo) ist eine Siedlung städtischen Typs in der ukrainischen Oblast Kiew mit etwa 5000 Einwohnern (2014).

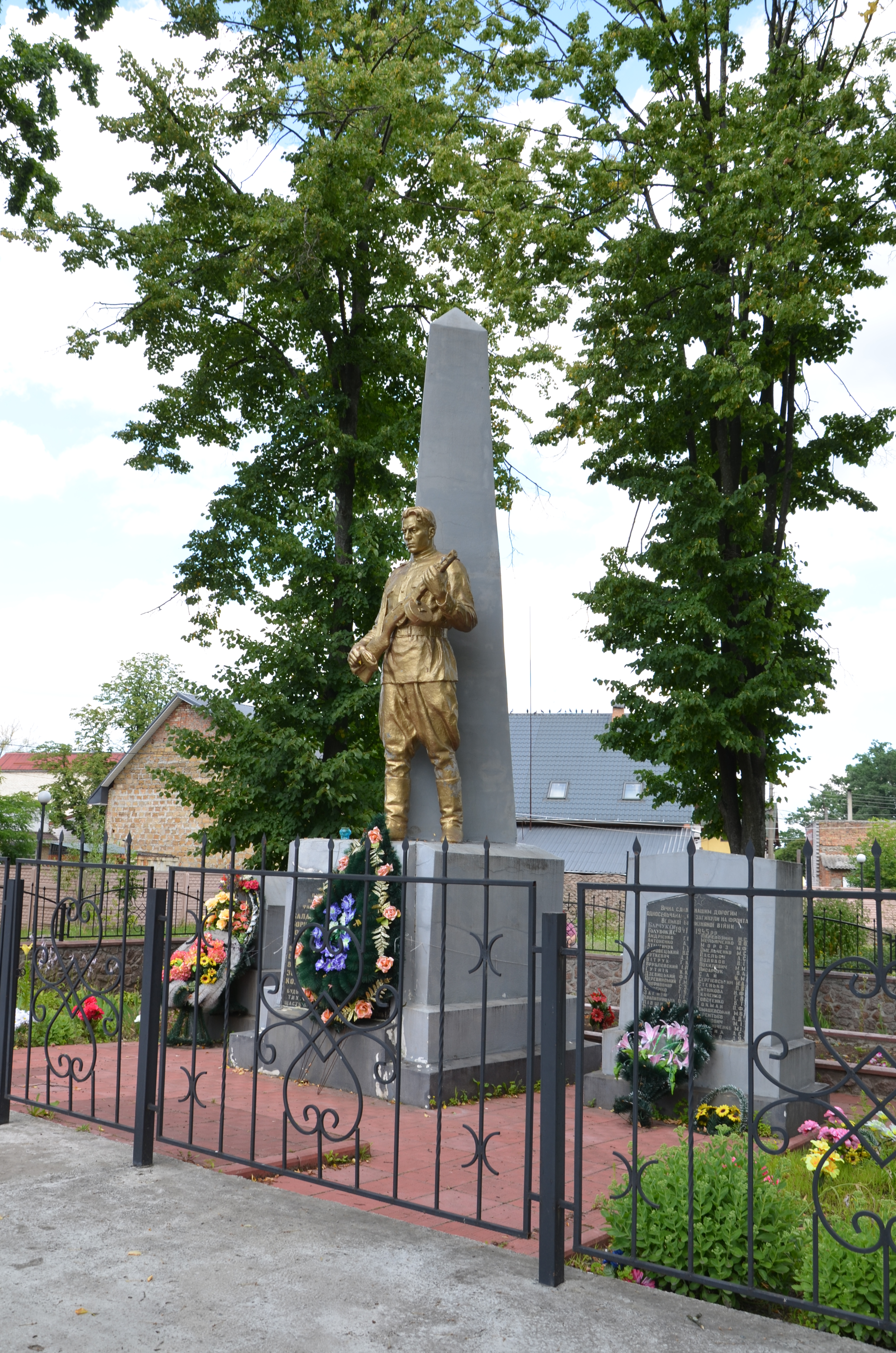
Denkmal im Ort

Klawdijewo-Tarassowe liegt im Rajon Butscha an der Fernstraße M 07 zwischen Nemischajewe und dem 13 km nordwestlich liegenden ehemaligen Rajonzentrum Borodjanka. Klawdijewo-Tarassowe liegt am Ufer des Sdwysch, einem Nebenfluss des Teteriw 46 km nordwestlich des Stadtzentrums von Kiew.
Die Ortschaft wurde 1903 gegründet und besitzt seit 1938 den Status einer Siedlung städtischen Typs.
Am 12. Juni 2020 wurde die Siedlung ein Teil der neugegründeten Siedlungsgemeinde Nemischajewe, bis dahin bildete sie zusammen mit dem Dorf Poroskoten (Пороскотень) die gleichnamige Siedlungsratsgemeinde Klawdijewo-Tarassowe (Клавдієво-Тарасівська селищна рада/Klawdijewo-Tarassiwska selyschtschna rada) im Südosten des Rajons Borodjanka.
Am 17. Juli 2020 kam es im Zuge einer großen Rajonsreform zum Anschluss des Rajonsgebietes an den Rajon Butscha.